# Golf aux Jeux olympiques
Le golf fait son entrée aux Jeux olympiques en 1900 à Paris. Après une deuxième apparition lors des JO de 1904, ce sport est retiré du programme olympique.
Une assemblée générale du CIO à Copenhague le 9 octobre 2009 réintègre le golf parmi les sports olympiques,
Pour la réintégration du golf au programme olympique en 2016 à Rio, la fédération internationale de golf a proposé, pour les hommes comme pour les femmes, un tournoi en stroke-play sur 4 jours (4 x 18 trous). Le tournoi oppose 60 joueurs, puis 60 joueuses. En avant-première de ce retour au programme, et selon la même formule en stroke-play, une compétition de golf a été disputée lors des Jeux olympiques de la jeunesse d'été de 2014 à Nankin.
Après son retour à Rio, le golf était également au programme des Jeux olympiques en 2020 à Tokyo ainsi qu'au programme des Jeux olympiques de Paris en 2024.

## Événement
• = officiel, D = démonstration
| Jeux               | 00 | 04 | 08 | 12 | 20 | 24 | 28 | 32 | 36 | 48 | 52 | 56 | 60 | 64 | 68 | 72 | 76 | 80 | 84 | 88 | 92 | 96 | 00 | 04 | 08 | 12 | 16 | 20 | 24 |
| ------------------ | -- | -- | -- | -- | -- | -- | -- | -- | -- | -- | -- | -- | -- | -- | -- | -- | -- | -- | -- | -- | -- | -- | -- | -- | -- | -- | -- | -- | -- |
| Tournoi masculin   | •  | •  |    |    |    |    |    |    |    |    |    |    |    |    |    |    |    |    |    |    |    |    |    |    |    |    | •  | •  | •  |
| Tournoi féminin    | •  |    |    |    |    |    |    |    |    |    |    |    |    |    |    |    |    |    |    |    |    |    |    |    |    |    | •  | •  | •  |
| Tournoi par équipe |    | •  |    |    |    |    |    |    |    |    |    |    |    |    |    |    |    |    |    |    |    |    |    |    |    |    |    |    |    |

## Nations présentes
Entre 1900 et 2016, près de 213 athlètes en provenance de quarante-deux nations différentes ont participé aux épreuves de golf des Jeux olympiques.
| Édition                                         | 00 | 04 | 16 |
| ----------------------------------------------- | -- | -- | -- |
| Nombre de nations présentes en golf par édition | 4  | 2  | 41 |

Le nombre indiqué entre parenthèses est le nombre d'athlètes engagés dans les épreuves officielles pour chaque pays sur l'ensemble des Jeux de 1900 à 1904 puis depuis 2016.
| - Afrique du Sud (4) - Allemagne (4) - Argentine (2) - Australie (4) - Autriche (2) - Bangladesh (1) - Belgique (3) - Brésil (3) - Canada (7) - Chili (1) - Chine (4) |  | - Colombie (1) - Corée du Sud (6) - Danemark (4) - Espagne (4) - États-Unis (89) - Finlande (4) - France (13) - Grande-Bretagne (8) - Grèce (1) - Hong Kong (1) - Inde (3) |  | - Irlande (4) - Israël (1) - Italie (4) - Japon (4) - Malaisie (4) - Maroc (1) - Mexique (3) - Norvège (3) - Nouvelle-Zélande (3) - Philippines (1) - Paraguay (2) |  | - Pays-Bas (1) - Philippines (23) - Portugal (2) - Roumanie (71) - Russie (1) - Suède (4) - Suisse (2) - Taipei chinois (4) - Tchéquie (1) - Thaïlande (4) - Venezuela (1) |

## Palmarès

### Hommes
| Édition | Lieu           | Médaille d'or, Jeux olympiques | Médaille d'argent, Jeux olympiques | Médaille de bronze, Jeux olympiques |
| 1900    | Paris          | Charles Sands                  | Walter Rutherford                  | David Robertson                     |
| 1904    | Saint-Louis    | George Lyon                    | Chandler Egan                      | Burt McKinnie Francis Newton        |
| 2016    | Rio de Janeiro | Justin Rose                    | Henrik Stenson                     | Matt Kuchar                         |
| 2020    | Tokyo          | Xander Schauffele              | Rory Sabbatini                     | Pan Cheng-tsung                     |
| 2024    | Paris          | Scottie Scheffler              | Tommy Fleetwood                    | Hideki Matsuyama                    |

### Femmes
| Édition | Lieu           | Médaille d'or, Jeux olympiques | Médaille d'argent, Jeux olympiques | Médaille de bronze, Jeux olympiques |
| 1900    | Paris          | Margaret Abbott                | Pauline Whittier                   | Daria Pratt                         |
| 2016    | Rio de Janeiro | Inbee Park                     | Lydia Ko                           | Shanshan Feng                       |
| 2020    | Tokyo          | Nelly Korda                    | Mone Inami                         | Lydia Ko                            |
| 2024    | Paris          | Lydia Ko                       | Esther Henseleit                   | Lin Xiyu                            |

### Par équipes
| Édition | Lieu        | Médaille d'or, Jeux olympiques | Médaille d'argent, Jeux olympiques | Médaille de bronze, Jeux olympiques |
| 1904    | Saint-Louis | États-Unis 1 Western Golf Association Edward Cummins Kenneth Edwards Chandler Egan Walter Egan Robert Hunter Nathaniel Moore Mason Phelps Daniel Sawyer Clement Smoot Warren Wood | États-Unis 2 Trans-Mississippi Golf Association John Cady Albert Lambert John Maxwell Burt McKinnie Ralph McKittrick Francis Newton Henry Potter Frederick Semple Stuart Stickney William Stickney | États-Unis 3 United States Golf Association Douglass Cadwallader Jesse Carleton Harold Fraser Arthur Hussey Orus Jones Allen Lard George Oliver Simeon Price John Rahm Harold Weber |

## Tableau des médailles
Le tableau ci-dessous présente le bilan, par nations, des médailles obtenues en golf lors des Jeux olympiques d'été, de 1900 à 1904 et depuis 2016. Le rang est obtenu par le décompte des médailles d'or, puis en cas d'ex æquo, des médailles d'argent, puis de bronze.
Après les Jeux de 2024, les États-Unis sont le pays ayant remporté le plus grand nombre de médailles olympiques en golf, avec quatorze médailles dont six en or. La Grande-Bretagne arrive en seconde position avec quatre médailles remportées, suivie de la Nouvelle-Zélande, du Canada et de la Corée du Sud avec un titre olympique chacun.
| Rang  | Nation           | Or | Argent | Bronze | Total |
| ----- | ---------------- | -- | ------ | ------ | ----- |
| 1     | États-Unis       | 6  | 3      | 5      | 14    |
| 2     | Grande-Bretagne  | 1  | 2      | 1      | 4     |
| 3     | Nouvelle-Zélande | 1  | 1      | 1      | 3     |
| 4     | Canada           | 1  | 0      | 0      | 1     |
| 4     | Corée du Sud     | 1  | 0      | 0      | 1     |
| 6     | Japon            | 0  | 1      | 1      | 2     |
| 7     | Allemagne        | 0  | 1      | 0      | 1     |
| 7     | Slovaquie        | 0  | 1      | 0      | 1     |
| 7     | Suède            | 0  | 1      | 0      | 1     |
| 10    | Chine            | 0  | 0      | 2      | 2     |
| 11    | Taipei chinois   | 0  | 0      | 1      | 1     |
| Total | Total            | 10 | 10     | 11     | 31    |